# بيدرو ميغيل مارتينز سانتوس
بيدرو ميغيل مارتينز سانتوس (بالبرتغالية: Pedro Miguel Martins Santos‏) (22 أبريل 1988 بلشبونة في البرتغال - ) هو لاعب كرة قدم برتغالي في مركز جناح ‏. شارك مع منتخب البرتغال تحت 19 سنة لكرة القدم. أما مع النوادي، فقد لعب مع سبورتينغ براغا ونادي أسترا جورجو ونادي ريو أفي ونادي فيتوريا سيتوبال ونادي ليتشويس وأتلتيكو كاسا بيا.

## وصلات خارجية
- بيدرو ميغيل مارتينز سانتوس على موقع الدوري الأمريكي (الإنجليزية)
- بيدرو ميغيل مارتينز سانتوس على موقع قاعدة بيانات كرة القدم.إي يو (الإنجليزية)
- بيدرو ميغيل مارتينز سانتوس على موقع Soccerbase.com (لاعب) (الإنجليزية)
- بيدرو ميغيل مارتينز سانتوس على موقع Soccerway.com (الإنجليزية)
- بيدرو ميغيل مارتينز سانتوس على موقع عالم كرة القدم.نت (الإنجليزية)
- بيدرو ميغيل مارتينز سانتوس على موقع AS.com (الإسبانية)